# Calligonum barsukiense
Calligonum barsukiense là một loài thực vật có hoa trong họ Rau răm. Loài này được Soskov mô tả khoa học đầu tiên năm 1975.